# Túlio Renan
Túlio Renan Souza Xavier (Boquira, 18 de março de 1989) é um futebolista brasileiro, que atua na posição de atacante. Atualmente está sem clube.

## Carreira
Iniciou sua carreira profissional em 2008, aos 17 anos, pelo Comercial.
Transferiu-se em seguida para o São Caetano, e em seguida, pelo CRB, onde não jogou.
No ano de 2013, Túlio Renan foi para o Treze, onde foi campeão do Campeonato Paraibano de Futebol de 2013 e um dos principais destaques da equipe na campanha no Campeonato Brasileiro de Futebol de 2013 - Série C.
Após uma boa passagem pelo clube paraibano, foi contratado pelo Ituano em 2014, onde se tornou campeão do Campeonato Paulista de Futebol de 2014.
Seguiu em 2015 para o Veranópolis, e adiante, para o Campinense.
Em 2016, foi contratado pelo Ypiranga, aonde foi um dos destaques do time na Série C daquele ano, onde fez 17 jogos e marcou 3 gols.
Em dezembro de 2016 foi anunciado como reforço do ABC para a temporada de 2017, aonde pode reeditar parceria no ataque com Nando, seu companheiro de ataque na época do Campinense. Realizou sua estreia pelo Mais Querido na vitória por 2 a 0 diante do Globo em partida válida pelo Campeonato Potiguar.
Em julho de 2020, foi contratado pela Ferroviária.

## Títulos
Campinense
- Campeonato Paraibano: 2013

Ituano
- Campeonato Paulista: 2014

ABC
- Copa RN: 2017
- Campeonato Potiguar: 2017